# Årsfest
Årsfesten är en studenttradition i Finland bland högskolestuderande.   
På årsfesten hyllas och firas studentorganisationen på ett högtidligt sätt. Till en årsfest brukar höra solenna akt eller cocktailtillfälle, festbankett, pardans och efterfest (även kallad nachspiel).  
Klädkoden varierar mellan organisationer, men är oftast högtidsklädsel. 

## Årsfestens program
Strukturen på programmet varierar mellan organisation, men innehåller oftast åtminstone följande programpunkter:  
Årsfesten inleds oftast av en solenn akt eller cocktailtillfälle. Där brukar en eller fler representanter från organisationen som firas hålla tal. Utöver det brukar gäster ge gåvor åt organisationen som firas.
Efter solenna akten brukar deltagarna samlas på festlokalen och avnjuta en välkomstdrink. Efter välkomstdrinken sätter man sig vid bordet och avnjuter en tre-rätters middag. Efter middagen följer oftast dans till tonerna av en orkester, varefter det är dags för en friare efterfest. 